# Могилева
Могилева — деревня в Шатровском районе Курганской области. Входит в состав Кондинского сельсовета.

## История
До 1917 года в составе Кондинской волости Шадринского уезда Пермской губернии. По данным на 1926 год состояла из 191 хозяйства. В административном отношении входила в состав Кондинского сельсовета Мехонского района Шадринского округа Уральской области.

## Население
| 1989 | 2002 | 2010 |
| ---- | ---- | ---- |
| 312  | ↘276 | ↘183 |

По данным переписи 1926 года в деревне проживало 981 человек (469 мужчин и 512 женщин), в том числе: русские составляли 100 % населения.